# Komplexy přechodných kovů s nitrily

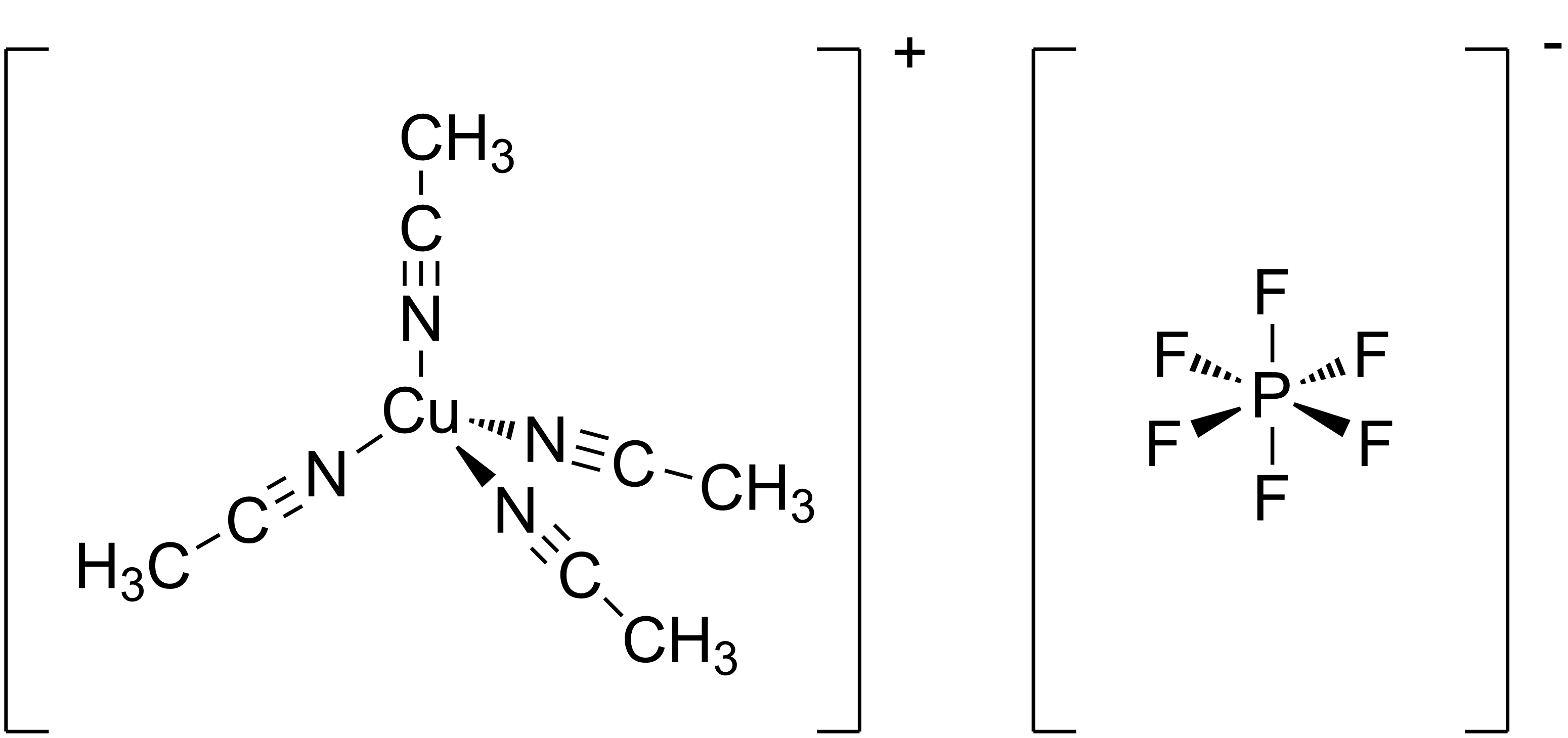
[Cu(MeCN)_{4}]^{+}, často používaný ve formě soli s PF_{6}^{−}, patří k běžným komplexům přechodných kovů s nitrily.

Komplexy přechodných kovů s nitrily jsou komplexní sloučeniny obsahující přechodné kovy a nitrilové ligandy. Jelikož jsou nitrily slabě zásadité, tak jsou takové komplexy často nestabilní.

## Používané nitrily
K nejčastěji používaným nitrilovým ligandům patří acetonitril, propionitril a benzonitril.
Struktura komplexu [Ru(NH3)5(NCPh)]n+ byla určena pro oxidační čísla +2 a +3. Oxidací se zkracuje vazba Ru-NH3 a vazba Ru-NCPh se prodlužuje, což odpovídá tomu, že aminy jsou sigma-donory a nitrily fungují jako pí-akceptory.

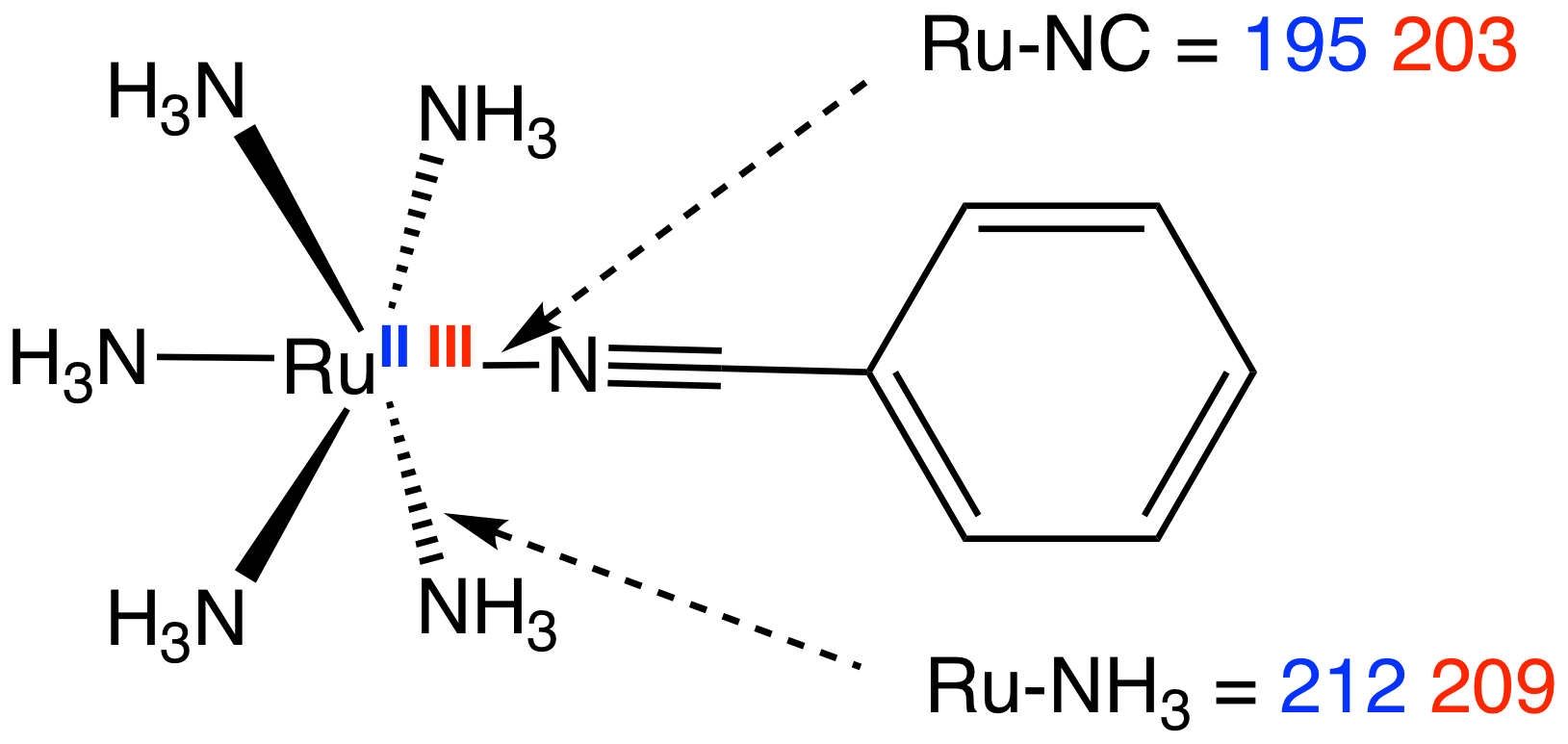
Porovnání struktury [Ru(NH_{3})_{5}(NCPh)]^{n+} u solí s oxidačními čísly +2 a +3 (vzdálenosti jsou v pikometrech)

## Příprava

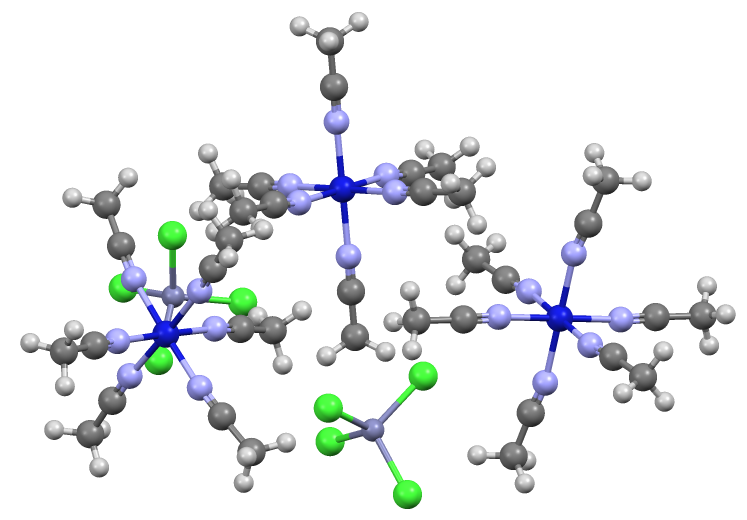
Část struktury tetrachlorzinečnatanové (ZnCl_{4}^{2−}) soli [Ni(MeCN)_{6}]^{2+}

Acetonitril, propionitril a benzonitril se také používají jako rozpouštědla. Nitrilová rozpouštědla mívají vysokou relativní permitivitu, kationtové komplexy s nitrilovými ligandy jsou často rozpustné v příslušném nitrilu.
Některé nitrilové komplexy lze připravit rozpouštěním bezvodých solí kovu v nitrilu, jindy se používá oxidace suspenze kovu roztokem tetrafluorboritanem nitrosonia v nitrilu.
Ni + 6 MeCN + 2 NOBF4 → [Ni(MeCN)6](BF4)2 + 2 NO
Heteroleptické komplexy molybdenu a wolframu je možné získat z odpovídajících hexakarbonylů.
M(CO)6 + 4 MeCN + 2 NOBF4 → [M(NO)2(MeCN)4](BF4)2

## Reakce
Komplexy přechodných kovů s nitrily se často využívají z toho důvodu, že nitrilové ligandy jsou nestabilní a poměrně nereaktivní. Kationtové nitrilové komplexy ovšem mohou nukleofilně reagovat s organickými sloučeninami a u některých nitrilových komplexů může docházek k reakci s vodou za vzniku amidů.
Komplexy železa a kobaltu s nitrily jsou meziprodukty reakcí katalyzovaných enzymy patřícími mezi nitrilhydratázy. N-koordinací se sp-hybridizovaná uhlíková centra aktivují vůči reakcím s nukleofily, jako je voda, čímž dochází ke spuštění katalytické hydratace.
M-NCR + H2O → M-O=C(NH2)R
M-O=C(NH2)R + NCR → O=C(NH2)R + M-NCR

## Příklady
- Hexafluorfosforečnan tetrakis(acetonitril)měďný ([Cu(MeCN)4]PF6)) je bezbarvá kapalina používaná jako zdroj Cu+ iontů.
- Bis(benzonitril)dichlorid palladnatý (PdCl2(PhCN)2) je oranžová pevná látka používaná jako zdroj PdCl2.
- Tetrafluorboritan hexakis(acetonitril)nikelnatý ([Ni(MeCN)6](BF4)2) je modrá pevná látka, zdroj Ni2+.
- Tetrafluorboritan deka- a oktakis(acetonitril) nikelnatý slouží jako zdroj Mo24+; jsou také známy obdobné komplexy c24+, Re24+ a Rh24+.
- Trikarbonyltris(propionitril)molybden (Mo(CO)3(C2H5CN)3) slouží jako zdroj Mo(CO)3; jsou známy podobné komplexy chromu a wolframu.[6]

## Komplexy η^{2}-nitrilových ligandů

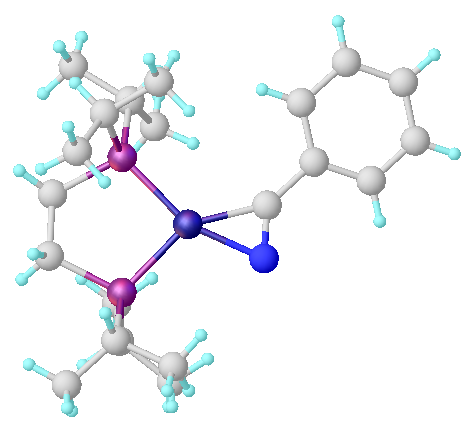
Struktura Ni(difosfan)(η^{2}-C_{6}H_{5}CN)

## Komplexy η2-nitrilových ligandů
V některých svých komplexech fungují nitrily jako η2-ligandy; tento jev je běžnější u sloučenin s kovy v nižších oxidačních číslech, jako je například Ni(0). Komplexy η2-nitrilů jsou předpokládanými meziprodukty při některých reakcích nitrilů katalyzovaných kovy, například Hoeschově reakci a hydrogenaci nitrilů. V některých případech se η2-nitrilové komplexy objevují před oxidačními adicemi.